# تالار وحدت

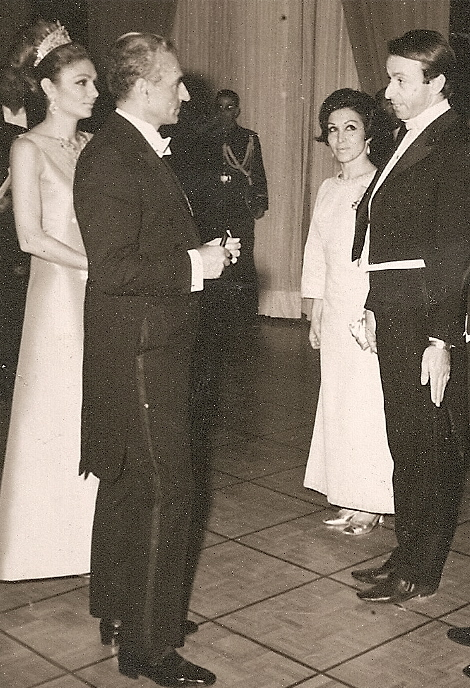
الملك وفرح بهلوي يوم الافتتاح في قاعة روداكي مع روبرت وارن

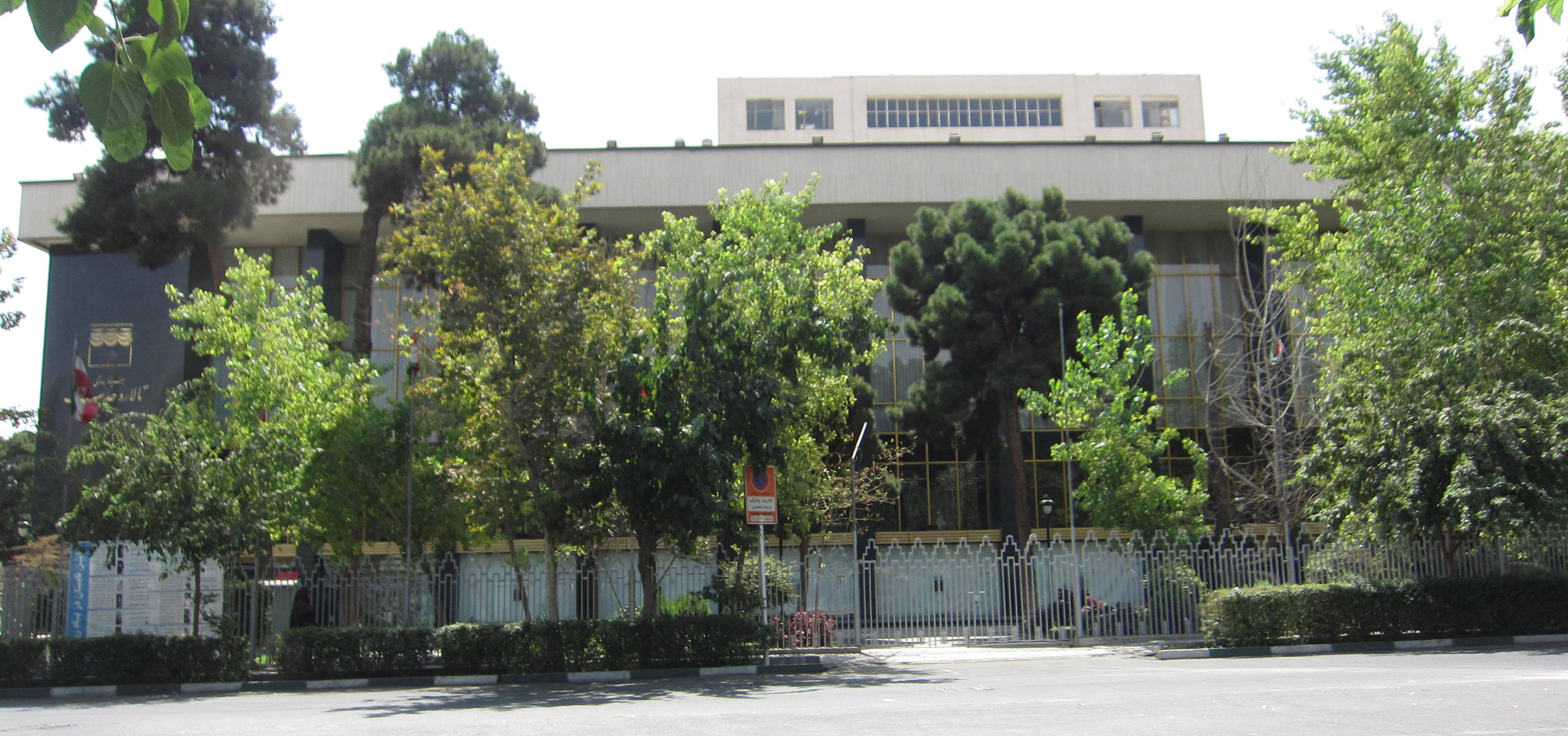
مبنى قاعة روداكي في شارع ماستر شهريار

قاعة وحدت، التي كانت تسمى قاعة قبل الثورة الإيرانية ، افتتحت في 7 نوفمبر من قبل محمد رضا شاه بهلوي وفرح بهلوي ويقع في طهران ، حافظ أفي، شارع محمد حسين شهريار (الدكتور عرفه سابقًا). تم تصميم القاعة لأداء حفلات الباليه والأوبرا وحفلات الموسيقى الأوروبية والإيرانية بمبادرة من فرح بهلوي .   في يوم الافتتاح، قام سيمين غانم بأداء سيمفونية الرجل. 
انها اسم الشاعر الشهير من القرن الثالث الميلادي، رودكي كان يسمى. رودكي قاعة في طهران قاعة دار الأوبرا خارج معروفة و شركة الباليه الوطنية الإيرانية زيارتها فضلا عن عام 1359نفس مجموعة من الأنشطة.

## بناء

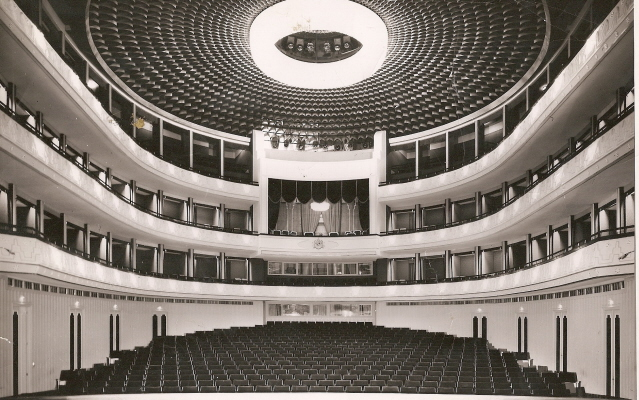
قاعة الجمهور المنتدى

تعد قاعة Rudaki ، المعروفة الآن باسم قاعة Vahdat Hall ، واحدة من أكبر وأكثر قاعات الأوبرا والموسيقى والمسرح في إيران، وهي مصممة من قِبل Eugene Aftandliani (استنادًا إلى نموذج قاعة الأوبرا Vienna) وتم تسميتها على اسم الشاعر والموسيقي الإيراني العظيم أبو Rudallah. گرد مفتوح. بدأ تشييد القاعة في شارع الدكتور عرفه (Master Shahriar) في 5 سنوات، وتم افتتاحه في نوفمبر بعد 5 سنوات مع أفضل تصميم داخلي وأجهزة إضاءة وصوت رائعة. وهي تتألف من قاعتين للأداء تسمى قاعة روديكي والقاعة الصغيرة، والتي أعقبت تسمية الثورة الكبرى قاعة الوحدة والوحدة الأصغر إلى قاعة روديكي بعد الثورة الإسلامية. تبلغ مساحة الطابق السفلي لهذه القاعة حوالي 2 متر مربع وتتكون من قاعة بالطابق الأرضي وثلاث شرفات يمكن أن تستوعب ما يصل إلى 5 متفرج. يحتوي المبنى على طابقين (موقع المحركات الكهربائية ذات المرحلة ومغناطيسات الإضاءة وإمدادات الطاقة ذات الصلة) ، وقاعة للحفلات الموسيقية، وقاعة في الطابق الأرضي، ومبنى للمكاتب. تبلغ المساحة الإجمالية للمبنى 2 طوابق والطابق السفلي يصل إلى 2 متر مربع .

## مشهد قاعة الوحدة
Vansn
Avansen أو المشهد ، بارتفاع 2 سم والقوس الرئيسي في دائرة نصف قطرها 2 متر والمسارات من الأشعة، فتحات الإضاءة اليسرى واليمنى من Avansen بعرض 1.5 متر. يقع Avansen Depth على بعد 2.5 متر في وسط القوس حتى بداية العصر الرئيسي وفوقه الأوركسترا، بطول 2 متر، 2 متر في الجانبين و 2 متر في وسط القوس. عصر الأوركسترا هو موقع الأوركسترا الكبيرة للأوبرا والموسيقى والعروض الموسيقية التي ترتفع إلى 1/4. لا تسمح هذه الميزة بمشاهدة الأوركسترا وتنظيم الموسيقي أثناء العروض إذا لزم الأمر. يتم التحكم في عمر الأوركسترا بواسطة أنظمة التروس الميكانيكية، والمحركات الكهربائية القوية، والأنظمة الإلكترونية المتقدمة، بواسطة قوى متخصصة في قسم الهندسة التقنية، أو منشآت المشهد. العصر الرئيسي لقاعة وحدت، بعرض 2 متر وعمق أكثر من 2 متر، له 4 أنظمة عمر متحركة تعرف باسم أجهزة المودم (P1) ، (P2) و (P3). P1 و P2 من 1 × 2 م و P3 1 م 2. يمكن أن تتحرك أجهزة المودم الثلاثة بعمق يصل إلى 3.5 متر و 3.5 متر في المنبع، ويمكن أن تشكل P1 و P2 ما يصل إلى درجتين من الميل . لا يمكن استخدام هذه الميزة إلا يدويًا قبل تجميع المشهد، وفي هذه الحالة، لن تكون هناك إمكانية لتشغيل الجهاز. P1 و P2 لكل منهما 2 متر مربع. أيضا، يمكن للمصعد أحادي المحور، والمعروف باسم السدادة، أن يغمر ممثلًا أو جسمًا بوزن أقصى يصل إلى 3 كجم أو يكشف عن الموضوع أسفل المرحلة.
وراء
يبلغ عرض نظام الباب الدوار وراء العصر الأصلي مترين وعمقه 2.5 متر، مع قاعدة دوارة بقطر 5 أمتار في وسط هذا العصر.

## قاعة فهدات بعد الثورة
قاعة وحدت هي واحدة من أكبر قاعات العروض والحفلات الموسيقية التي تديرها مجموعة تسمى مؤسسة Rudaki الثقافيةرودکی . تشمل القاعات الأخرى التي تغطيها مؤسسة روداكي مجمع برج الحرية وقاعة حافظ وقاعة فردوسي . بعد الثورة، استمرت المجموعة في العمل تحت إشراف وزارة الإرشاد وتم تعيينها أيضًا كمدير عام لمؤسسة هنري روداكي الثقافية من قبل وزير الثقافة والإرشاد الإسلامي .  لم يُسمح بالعديد من العروض والحفلات الموسيقية في هذه القاعة الرائعة بعد الثورة، وفشل العديد من الفنانين في الفن الاجتماعي.  

## الروابط الخارجية
- کنسرت در تالار رودکی فیلم‌برداری شده توسط رادیو تلویزیون ملی ایران على يوتيوب
- https://www.youtube.com/watch؟v=65F0QatYLQg&feature=youtu.be
- موقع روبرت دي وارن، راقص أقدم في منظمة الباليه الوطنية الإيرانية
- مؤسسة فنية لمؤسسة روداكي للفنون
- الرقص الفارسي وتاريخه المنسي بقلم نعمة كيان
- أعمال المهندسين المعماريين الأرمن في إيران
- يوجين أفانتديلانس